# تیاک پاتیول
تیاک پاتیول (هلندی: Tjaak Pattiwael; ۲۳ فوریهٔ ۱۹۱۴ – ۱۶ مارس ۱۹۸۷) بازیکن فوتبال اهل اندونزی بود.
وی همچنین در تیم ملی فوتبال هند شرقی هلند بازی کرده‌است.